# Alexis Rosenbaum
Alexis Rosenbaum (Parigi, 4 giugno 1969) è un filosofo francese, professore all'Institut polytechnique de Paris..

## Gerarchia e confronto sociale
Molte delle opere di Alexis Rosenbaum sono dedicate al concetto di gerarchia. "Ordine sacro", la sua opera prima, si interroga sull'importanza delle rappresentazioni gerarchiche (livelli ontologici, scale di virtù, classificazione delle scienze, tappe del progresso umano, ecc.) nella storia del pensiero occidentale. Le "Lezioni introduttive alla filosofia della scienza" presentano i problemi posti dalla concezione gerarchica delle scienze e dei loro oggetti di studio. "Dominanti e dominati negli animali" è una sintesi sulle gerarchie del mondo animale, concentrandosi sull'origine e sul ruolo dei rapporti di dominanza tra i primati . 
Altri lavori, di orientamento più sociologico, sembrano destinati ad analizzare i processi attraverso i quali i soggetti delle società post-gerarchiche sono spinti a confrontarsi costantemente, nonché le conseguenze di questa nuova situazione di “sovraconfronto”. "La paura dell'inferiorità" analizza il ruolo dell'educazione e del consumo nelle pratiche contemporanee di confronto tra individui. "Memorie vive" è dedicato a comunità etniche e culturali che si confrontano reciprocamente attraverso la rappresentazione del passato che conservano (passati eroici, competizione di vittime, ecc.). Infine, "L’antisemitismo" affronta la questione della gelosia sociale negli abusi commessi contro gli ebrei nella storia moderna. Il libro si basa in particolare sulla psicologia sociale per smantellare i meccanismi di questa antichissima ostilità .

## Opere
- 1999, L'ordre sacré : les représentations hiérarchiques en philosophie
- 2003, Regards imaginaires : essais préliminaires à une écologie visuelle
- 2005, La peur de l'infériorité : aperçus sur le régime moderne de la comparaison sociale
- 2006, L'antisémitisme
- 2007, Mémoires vives : pourquoi les communautés instrumentalisent l'Histoire
- 2009, Leçons d'introduction à la philosophie des sciences
- 2015, Dominants et dominés chez les animaux